# John Hammarén
Lars Johan (John) Hammarén, född 2 oktober 1833 i Loimaa, död 21 augusti 1906 i Tammerfors, var en finländsk industriman. 
Hammarén verkade 1862–1870 som köpman i Tammerfors och inköpte 1870 tillsammans med kompanjoner en bomullsfabrik vid Kyrofors i Tavastkyro, som efter några år ombildades till träsliperi med specialtillverkning av brunt omslagspapper. Hammarén & Co (namnet ändrades 1941 till Kyro Ab) var i detta avseende banbrytande i landet. Han var även disponent för Tammerfors glasbruk (grundat 1874) och deltog 1896 i grundandet av Äänekoski Ab.